# Dick Schutte
D.G. (Dick) Schutte (Wilsum, 25 februari 1947) is een Nederlandse voormalige ambtenaar en voorzitter van de ChristenUnie-fractie in Flevoland. Sinds 2007 is Dick Schutte tevens voorzitter van de landelijke organisatie Christenen voor Israël.

## Biografie
Van 1 september 1999 tot december 2005 was Schutte burgemeester van Urk en tevens voorzitter van de visafslag in Urk. De functie van burgemeester legde hij in september 2005 tijdelijk neer vanwege een justitieel onderzoek naar schending van zijn ambtsgeheim. Op 1 september 2005 werd hij voor een periode van zes jaar herbenoemd op voordracht van de gemeenteraad, maar in december van dat jaar diende hij alsnog zijn ontslag in bij minister Remkes van Binnenlandse Zaken, nadat deze hem onder druk had gezet om alsnog af te treden.
Schutte was hiervoor, sinds 1987, wethouder en locoburgemeester van Oldebroek en tevens Statenlid voor de RPF in Gelderland. Daarvoor werkte hij als ambtenaar in de gemeenten Kampen, Genemuiden en Oldebroek en voor het Gewest Zwolle, nu regio IJssel-Vecht. In 1995 werd Schutte Statenlid.
Schutte speelde in april 2005 vertrouwelijke informatie door aan de visafslag in Urk die onderwerp was van een strafrechtelijk onderzoek. Hij werd ingelicht door de hoofdofficier van justitie over een op handen zijnde inval bij de visafslag omdat soortgelijke invallen in het verleden verstoring van de openbare orde hadden opgeleverd. Uit telefoontaps bleek vervolgens dat Schutte daarna meermalen met de directeur van de visafslag belde. Volgens justitie tipte Schutte de visafslag over het lopende onderzoek en over de controle van twee visserkotters in Den Helder. Op 21 november 2005 achtte de rechtbank alleen dat laatste bewezen, want de informatie over het strafrechtelijk onderzoek was al niet meer geheim en werd Schutte veroordeeld tot 500 euro boete. Schutte is tegen zijn veroordeling in hoger beroep gegaan. Later echter heeft hij dit beroep weer ingetrokken.
Bij de verkiezingen voor Provinciale Staten in 2007 was Schutte lijsttrekker voor de ChristenUnie in Flevoland. Zijn partij behaalde vijf zetels; een winst van een. Kennelijk werd de voorgeschiedenis Schutte op Urk niet al te veel aangerekend. De partij haalde in deze gemeente 42% van de stemmen bij de Statenverkiezingen. Schutte zelf kreeg 2840 stemmen. Bij de verkiezingen van 2011 was hij niet meer verkiesbaar. Hij verdween na de verkiezingen dan ook uit Provinciale Staten.